# ボリス・クラーギン
ボリス・クラーギン（ロシア語: Борис Павлович Кулагин 1924年12月31日 - 1988年1月25日）は、ソビエト連邦モスクワ出身のアイスホッケー指導者。

## 経歴
1961年から1971年までアナトリ・タラソフの下、HC CSKAモスクワでアシスタントコーチを務め、その後HC クリリヤ・ソヴェトフの監督となった。CSKAやHCスパルタク・モスクワのような恵まれたチームと異なる若いチームで彼はユーリイ・レベデフ、ヴャチェスラフ・アニシン、アレクサンドル・ボズノフ、アレクサンドル・シデルニコフらを育てあげ1974年にはソ連選手権を制覇した。またクラブレベルでのNHLチームとの対戦シリーズとなったスーパーシリーズではHC クリリヤ・ソヴェトフを率いてNHLチームに3勝1敗の成績を残した。
またフセヴォロド・ボブロフの下でアイスホッケーソビエト連邦代表のコーチとなりアイスホッケーカナダ代表とのサミット・シリーズにもスタッフとして参加した。1974年に代表チームの監督となった彼は同年のアイスホッケー世界選手権、WHA勢との1974年サミット・シリーズ、1976年のインスブルックオリンピックなどを制した。その後の世界選手権で優勝を逃したため、代表監督を解任されビクトル・チーホノフが後任となった。
1979年から1984年まではスパルタク・モスクワの監督を務めている。